# Broszkowice
Broszkowice (ursprünglich Zbroszkowice, deutsch Broschkowitz) ist eine Ortschaft mit einem Schulzenamt der Landgemeinde Oświęcim im Powiat Oświęcimski der Woiwodschaft Kleinpolen, Polen.

## Geographie
Broszkowice liegt im Auschwitzer Becken (Kotlina Oświęcimska) zwischen der Weichsel und Soła.
Nachbarorte sind Bobrek im Nordosten, die Stadt Oświęcim im Süden, Babice im Westen.

## Geschichte
Der Ort wurde 1427 urkundlich als Zbroschkowice erwähnt. Seitdem gehörte er den Dominikanern in Oświęcim. Politisch gehörte er zum Herzogtum Auschwitz, unter Lehnsherrschaft des Königreichs Böhmen. Im Jahr 1457 wurde der Ort von Polen abgekauft und als Sbroszkowicze erwähnt.
Bei der Ersten Teilung Polens kam Broszkowice 1772 zum neuen Königreich Galizien und Lodomerien des habsburgischen Kaiserreichs (ab 1804).
1918, nach dem Ende des Ersten Weltkriegs und dem Zusammenbruch der k.u.k. Monarchie, kam Broszkowice zu Polen. Unterbrochen wurde dies nur durch die Besetzung Polens durch die Wehrmacht im Zweiten Weltkrieg.
Von 1975 bis 1998 gehörte Broszkowice zur Woiwodschaft Bielsko-Biała.